# ناما کارو
ناما کارو (به انگلیسی: Nama Karoo) یک منطقه بیابانی است که در فلات مرکزی آفریقای جنوبی و نامیبیا واقع شده‌است. بیشتر قسمتهای داخلی نیمه غربی آفریقای جنوبی را اشغال می‌کند و در جنوب جنوبی نامیبیا گسترش یافته‌است.

## آب و هوا
در این منطقه آب و هوا متغیر و بسیار خشن است. خشکسالی‌ها مکرر همراه با اندکی باران است که در تابستان باران می‌بارد. میزان بارندگی نیز با نوسان بین ۱۰۰ تا ۵۲۰ میلی‌متر (۹۴/۳ تا ۴/۲۰ در سال) در سال قابل متغیر است. مشخص شده‌است که میزان بارندگی فصلی بین دسامبر و مارس به اوج خود می‌رسد که از شرق به غرب و از شمال به جنوب کاهش می‌یابد. تنوع در بارندگی سالانه نیز با افزایش خشکی افزایش می‌یابد.
تغییرات دما به اندازه ۲۵ درجه سانتیگراد (۴۵ درجه فارنهایت) بین روز و شب معمول است. میانگین حداکثر دما در اواسط تابستان (ژانویه) بیش از ۳۰ درجه سانتیگراد (۸۶ درجه فارنهایت) است، در حالی که میانگین حداقل اواسط زمستان (ژوئیه) دمای زیر انجماد است.